# Sorhagenia janiszewskae
Sorhagenia janiszewskae — вид лускокрилих комах родини розкішних вузькокрилих молей (Cosmopterigidae).

## Поширення
Вид поширений майже на всій території Європи, на Казказі і Закавказзі, в Північній Азії від Португалії та Великої Британії до Сибіру. Присутній у фауні України.

## Опис
Розмах крил 8-11 мм. Sorhagenia janiszewskae схожа на Sorhagenia rhamniella, але передні крила темніші та видовженіші (у шість разів довші, ніж широкі). Світла область в середині крила розмита. Надійна диференціація можлива лише за допомогою обстеження статевих органів.

## Спосіб життя
Метелики літають з середини червня по серпень. Личинки живляться на Rhamnus frangula та Rhamnus cathartica. Вони з'їдають зсередини квіти, незріле насіння та кінцеві пагони. Іноді також їдять молоде листя. Заляльковування відбувається в блідо-жовтому коконі біля землі, іноді між листям. Личинок можна зустріти з травня по червень.